# Giovanni Lamberti
Giovanni Lamberti (Luogosanto, 16 dicembre 1906 – 27 novembre 1963) è stato un politico italiano, eletto con la Democrazia Cristiana nella I e II legislatura.